# Lamieae
Lamieae, tribus biljaka iz porodice usnača, smješten u potporodicu Lamioideae. Sastoji se od dva roda s 41 vrstom rasprostranjenih po Euroaziji i sjevernoj Africi. 
Rodu Eriophyton iz Azije pripada 12 vrsta trajnica. Drugi rod mrtva kopriva raširen je po gotovo cijeloj Euroaziji i sjevernoj Africi

## Rodovi
1. Eriophyton Benth.
2. Lamium L.